# Världsmästerskapet i ishockey för damer 2012
Världsmästerskapet i ishockey för damer 2012 spelades i Burlington, USA mellan den 7 och 14 april 2012 och var den 14:e VM-turneringen som avgörs för damer.
Turneringen vanns av Kanada som därmed bröt USA:s vinstserie på tre raka världsmästartitlar. Finalen avgjordes i övertid, så kallad sudden death. Schweiz blev den femte nationen att lyckas att erövra en medalj i VM för damer genom att slå Finland i bronsmatchen. 
Slovakien förlorade kampen om att hålla sig kvar i toppdivisionen. Man förlorade i två raka matcher mot Tyskland och flyttas ned till Division I A inför VM 2013. Slovakien kommer att ersättas i VM 2013 av Tjeckien som vann Division I A.
VM i de lägre divisionerna spelades i olika perioder under mars och april 2012:
- Division I, grupp A i Ventspils, Lettland under perioden 25–31 mars 2012.
- Division I, grupp B i Kingston upon Hull, Storbritannien under perioden 9–15 april 2012.
- Division II, grupp A i Maribor, Slovenien under perioden25–31 mars 2012.
- Division II, grupp B i Seoul, Sydkorea under perioden 10–16 mars 2012.

## Toppdivisionen

### Kvalificerade länder
| - Finland - Kanada - Ryssland - Schweiz | - Slovakien - Sverige - Tyskland - USA |

### Gruppspel
De åtta deltagande länderna som är kvalificerade är indelade i två grupper med fyra lag i varje baserade på resultaten från VM-turneringen 2011. De fyra bästa lagen från VM 2011, Finland, Kanada, Ryssland och USA, spelar i Grupp A medan lag fem till sju, Sverige, Schweiz och Slovakien, samt vinnaren av Division 1 2011, Tyskland, spelar i Grupp B. De två bästa lagen i Grupp A går direkt till semifinalspel, medan lag tre och fyra spelar kvartsfinal mot de två bästa lagen i Grupp B, medan lag tre och fyra i Grupp B gör upp om att undvika att åka ur Toppdivisionen till VM-turneringen 2013.

#### Grupp A
Not: Ettan och tvåan direkt till semifinal, trean och fyran spelar kvartsfinal
| Plats | Lag      | SP | V | VÖ | FÖ | F | GM | IM | MSK | Poäng |
| ----- | -------- | -- | - | -- | -- | - | -- | -- | --- | ----- |
| 1     | USA      | 3  | 3 | 0  | 0  | 0 | 29 | 2  | +27 | 9     |
| 2     | Kanada   | 3  | 2 | 0  | 0  | 1 | 19 | 12 | +7  | 6     |
| 3     | Finland  | 3  | 1 | 0  | 0  | 2 | 7  | 18 | -11 | 3     |
| 4     | Ryssland | 3  | 0 | 0  | 0  | 2 | 5  | 28 | -23 | 0     |

##### Matchresultat
Alla tider är lokala (GMT-4)
| 7 april 2012 15:00 | Finland | 5 − 4 (0−2, 2−0, 3−2) | Ryssland | Gutterson Fieldhouse Burlington |

|  |  |  |  |  |  |
|  |  |  |  |  |  |

| 7 april 2012 19:00 | USA | 9 − 2 (5−0, 1−2, 3−0) | Kanada | Gutterson Fieldhouse Burlington |

|  |  |  |  |  |  |
|  |  |  |  |  |  |

| 8 april 2012 15:00 | Kanada | 3 − 2 (1−0,1−1, 1−1) | Finland | Gutterson Fieldhouse Burlington |

|  |  |  |  |  |  |
|  |  |  |  |  |  |

| 8 april 2012 19:00 | USA | 9 − 0 (2−0, 2−0, 5−0) | Ryssland | Gutterson Fieldhouse Burlington |

|  |  |  |  |  |  |
|  |  |  |  |  |  |

| 10 april 2012 15:00 | Kanada | 14 − 1 (6−0, 5−0, 3−1) | Ryssland | Gutterson Fieldhouse Burlington |

|  |  |  |  |  |  |
|  |  |  |  |  |  |

| 10 april 2012 19:00 | Finland | 0 − 11 (0−2, 0−6, 0−3) | USA | Gutterson Fieldhouse Burlington |

|  |  |  |  |  |  |
|  |  |  |  |  |  |

#### Grupp B
Not: Ettan och tvåan spelar kvartsfinal, trean och fyran får spela för att undvika nedflyttning till Division I Grupp A inför VM 2013.
| Plats | Lag       | SP | V | VÖ | FÖ | F | GM | IM | MSK | Poäng |
| ----- | --------- | -- | - | -- | -- | - | -- | -- | --- | ----- |
| 1     | Schweiz   | 3  | 2 | 0  | 0  | 1 | 7  | 6  | +1  | 6     |
| 2     | Sverige   | 3  | 1 | 1  | 0  | 1 | 9  | 5  | +4  | 5     |
| 3     | Tyskland  | 3  | 1 | 0  | 1  | 1 | 6  | 8  | -2  | 4     |
| 4     | Slovakien | 3  | 1 | 0  | 0  | 2 | 6  | 9  | -3  | 3     |

##### Matchresultat
Alla tider är lokala (GMT-4)
| 7 april 2012 13:00 | Slovakien | 1 − 5 (0−1, 1−1, 0−3) | Sverige | Cairns Arena Burlington |

|  |  |  |  |  |  |
|  |  |  |  |  |  |

| 7 april 2012 17:00 | Schweiz | 2 − 3 (1−1, 1−2, 0−0) | Tyskland | Cairns Arena Burlington |

|  |  |  |  |  |  |
|  |  |  |  |  |  |

| 8 april 2012 13:00 | Sverige | 2 − 1 (0−0, 0−0, 1−1, 1−0) | Tyskland | Cairns Arena Burlington |

|  |  |  |  |  |  |
|  |  |  |  |  |  |

| 8 april 2012 17:00 | Schweiz | 2 − 1 (1−0, 0−1, 1−0) | Slovakien | Cairns Arena Burlington |

|  |  |  |  |  |  |
|  |  |  |  |  |  |

| 10 april 2012 13:00 | Sverige | 2 − 3 (1−1, 0−0, 1−2) | Schweiz | Cairns Arena Burlington |

|  |  |  |  |  |  |
|  |  |  |  |  |  |

| 10 april 2012 17:00 | Tyskland | 2 − 4 (0−1, 1−2, 1−1) | Slovakien | Cairns Arena Burlington |

|  |  |  |  |  |  |
|  |  |  |  |  |  |

### Nedflyttningsmatcher
Alla tider är lokala (GMT-4)
| 11 april 2012 17:00 | Tyskland | 2 − 1 (0−1, 1−0, 0−0, 0−0, 1−0) | Slovakien | Cairns Arena Burlington |

|  |  |  |  |  |  |
|  |  |  |  |  |  |

| 13 april 2012 13:00 | Slovakien | 1 − 3 (0−1, 0−1, 1−1) | Tyskland | Cairns Arena Burlington |

|  |  |  |  |  |  |
|  |  |  |  |  |  |

| 14 april 2012 13:00 | Tyskland | Spelas inte | Slovakien | Cairns Arena Burlington |

|  |  |  |  |  |  |
|  |  |  |  |  |  |

### Slutspel
Alla tider är lokala (GMT-4)

#### Slutspelsträd
|  | Kvartsfinal | Kvartsfinal | Kvartsfinal |  |  | Semifinal | Semifinal | Semifinal |  |  | Final      | Final      | Final      |
|  |             |             |             |  |  |           |           |           |  |  |            |            |            |
|  |             |             |             |  |  | A1        | USA       | 10        |  |  |            |            |            |
|  | A4          | Ryssland    | 2           |  |  | WQF1      | Schweiz   | 2         |  |  |            |            |            |
|  | B1          | Schweiz     | 5           |  |  |           |           |           |  |  | WSF1       | USA        | 4          |
|  |             |             |             |  |  |           |           |           |  |  | WSF2       | Kanada     | 5          |
|  |             |             |             |  |  | A2        | Kanada    | 5         |  |  |            |            |            |
|  | A3          | Finland     | 2           |  |  | WQF2      | Finland   | 1         |  |  | Bronsmatch | Bronsmatch | Bronsmatch |
|  | B2          | Sverige     | 1           |  |  |           |           |           |  |  | LSF1       | Finland    | 2          |
|  |             |             |             |  |  |           |           |           |  |  | LSF2       | Schweiz    | 6          |

#### Kvartsfinaler
| 11 april 2012 15:00 | Ryssland | 2 − 5 (1−2, 1−3, 0−0) | Schweiz | Gutterson Fieldhouse Burlington |

|  |  |  |  |  |  |
|  |  |  |  |  |  |

| 11 april 2012 19:00 | Finland | 2 − 1 (2−0, 0−0, 0−1) | Sverige | Gutterson Fieldhouse Burlington |

|  |  |  |  |  |  |
|  |  |  |  |  |  |

#### Semifinaler
| 13 april 2012 15:00 | Kanada | 5 − 1 (2−0, 1−1, 2−0) | Finland | Gutterson Fieldhouse Burlington |

|  |  | Matchsummering |  |  |  |
|  |  |                |  |  |  |

| 13 april 2012 19:00 | USA | 10 − 0 (3−0, 3−0, 4−0) | Schweiz | Gutterson Fieldhouse Burlington |

|  |  | Matchsummering |  |  |  |
|  |  |                |  |  |  |

#### Match om femte plats
| 13 april 2012 17:00 | Ryssland | 1 − 2 (0−1, 0−0, 1−0, 0−1) | Sverige | Cairns Arena Burlington |

|  |  | Matchsummering |  |  |  |
|  |  |                |  |  |  |

#### Bronsmatch
| 14 april 2012 15:00 | Schweiz | 6 − 2 (2−2, 1−0, 3−0) | Finland | Gutterson Fieldhouse Burlington |

|  |  | Matchsummering |  |  |  |
|  |  |                |  |  |  |

#### Final
| 14 april 2012 19:00 | USA | 4 − 5 (1−1, 2−2, 1−1, 0−1) | Kanada | Gutterson Fieldhouse Burlington |

|  |  | Matchsummering |  |  |  |
|  |  |                |  |  |  |

### Slutställning
| VM 2012 | VM 2012   |
| ------- | --------- |
| Guld    | Kanada    |
| Silver  | USA       |
| Brons   | Schweiz   |
| 4.      | Finland   |
| 5.      | Sverige   |
| 6.      | Ryssland  |
| 7.      | Tyskland  |
| 8.      | Slovakien |

## Division I

### Grupp A
Division I Grupp A spelades i Ventspils, Lettland mellan den 25 och 31 mars 2012. Tjeckien vann turneringen och flyttas upp till toppdivisionen inför VM 2013. Kazakstan hamnade sist i gruppen och flyttas ned till Division I Grupp B. 
Deltagande lag:
- Japan
- Kazakstan (nedflyttade från toppdivisionen VM 2011)
- Lettland
- Norge
- Tjeckien (uppflyttade från Division II VM 2011)
- Österrike

Slutresultat
| Lag       | SM | V | VÖ | FÖ | F | GM | IM | P  |
| --------- | -- | - | -- | -- | - | -- | -- | -- |
| Tjeckien  | 5  | 4 | 0  | 0  | 1 | 19 | 8  | 12 |
| Norge     | 5  | 3 | 1  | 0  | 1 | 20 | 7  | 11 |
| Japan     | 5  | 3 | 0  | 0  | 2 | 15 | 10 | 9  |
| Österrike | 5  | 2 | 0  | 0  | 3 | 16 | 18 | 6  |
| Lettland  | 5  | 1 | 1  | 0  | 3 | 5  | 20 | 5  |
| Kazakstan | 5  | 0 | 0  | 2  | 3 | 7  | 19 | 2  |

### Grupp B
Division I Grupp B spelades i Kingston upon Hull, Storbritannien mellan den 9 och 15 april 2012. Danmark vann den mycket jämna turneringen och flyttas upp till Division I Grupp A inför VM 2013. Italien hamnade sist i gruppen och flyttas ned till Division II Grupp A. 

Deltagande lag:
- Danmark
- Frankrike
- Italien
- Kina
- Nederländerna
- Storbritannien

Slutresultat
Slutresultat per den 15 april 2012.
| Lag            | SM | V | VÖ | FÖ | F | GM | IM | P  |
| -------------- | -- | - | -- | -- | - | -- | -- | -- |
| Danmark        | 5  | 4 | 0  | 0  | 1 | 31 | 6  | 12 |
| Kina           | 5  | 4 | 0  | 0  | 1 | 21 | 8  | 12 |
| Frankrike      | 5  | 4 | 0  | 0  | 1 | 22 | 9  | 12 |
| Storbritannien | 5  | 1 | 0  | 0  | 4 | 10 | 17 | 3  |
| Nederländerna  | 5  | 1 | 0  | 0  | 4 | 7  | 34 | 3  |
| Italien        | 5  | 1 | 0  | 0  | 4 | 5  | 22 | 3  |

## Division II

### Grupp A
Division II Grupp A spelades i Maribor, Slovenien mellan den 25 och 31 mars 2012. Nordkorea vann gruppen och flyttas upp till Division I Grupp B inför VM 2013. Kroatien slutade på sista plats och flyttas ned till Division II Grupp B inför nästa års VM i ishockey för damer. 
Deltagande lag:
- Australien
- Kroatien
- Nordkorea
- Nya Zeeland
- Slovenien
- Ungern

Slutresultat
| Lag         | SM | V | VÖ | FÖ | F | GM | IM | P  |
| ----------- | -- | - | -- | -- | - | -- | -- | -- |
| Nordkorea   | 5  | 5 | 0  | 0  | 0 | 35 | 7  | 15 |
| Ungern      | 5  | 4 | 0  | 0  | 1 | 26 | 6  | 12 |
| Australien  | 5  | 3 | 0  | 0  | 2 | 11 | 12 | 9  |
| Nya Zeeland | 5  | 2 | 0  | 0  | 3 | 12 | 23 | 6  |
| Slovenien   | 5  | 0 | 1  | 0  | 4 | 7  | 18 | 2  |
| Kroatien    | 5  | 0 | 0  | 1  | 4 | 4  | 27 | 1  |

### Grupp B
Division II Grupp B spelades i Seoul, Sydkorea mellan den 10 och 16 mars 2012. Polen vann gruppen och flyttas upp till Division II Grupp A inför VM 2013. 
Deltagande lag:
- Belgien
- Island
- Polen
- Spanien
- Sydafrika
- Sydkorea

Slutresultat
| Lag       | SM | V | VÖ | FÖ | F | GM | IM | P  |
| --------- | -- | - | -- | -- | - | -- | -- | -- |
| Polen     | 5  | 4 | 1  | 0  | 0 | 38 | 6  | 14 |
| Spanien   | 5  | 4 | 0  | 0  | 1 | 22 | 5  | 12 |
| Sydkorea  | 5  | 2 | 1  | 1  | 1 | 16 | 8  | 9  |
| Island    | 5  | 2 | 0  | 1  | 2 | 11 | 15 | 7  |
| Belgien   | 5  | 1 | 0  | 0  | 4 | 7  | 12 | 3  |
| Sydafrika | 5  | 0 | 0  | 0  | 5 | 4  | 52 | 0  |